# Virginia Slims Championships 1972
Il  Virginia Slims Championships 1972 è stato un torneo di tennis femminile che si è giocato sui campi in Terra verde del Boca Raton Hotel & Club, a Boca Raton negli USA dal 7 al 15 ottobre. È stata la 1ª edizione del torneo di fine anno di singolare.

## Campionesse

### Singolare
Chris Evert ha battuto in finale  Kerry Reid con il punteggio di 7–6, 6–4.

### Doppio
Torneo di doppio non disputato